# Netrokona
Netrokona este un oraș din Bangladesh.